# Kościół św. Stanisława Biskupa i Męczennika w Milejewie
Kościół świętego Stanisława Biskupa i Męczennika – rzymskokatolicki kościół parafialny należący do dekanatu Elbląg Północ diecezji elbląskiej.

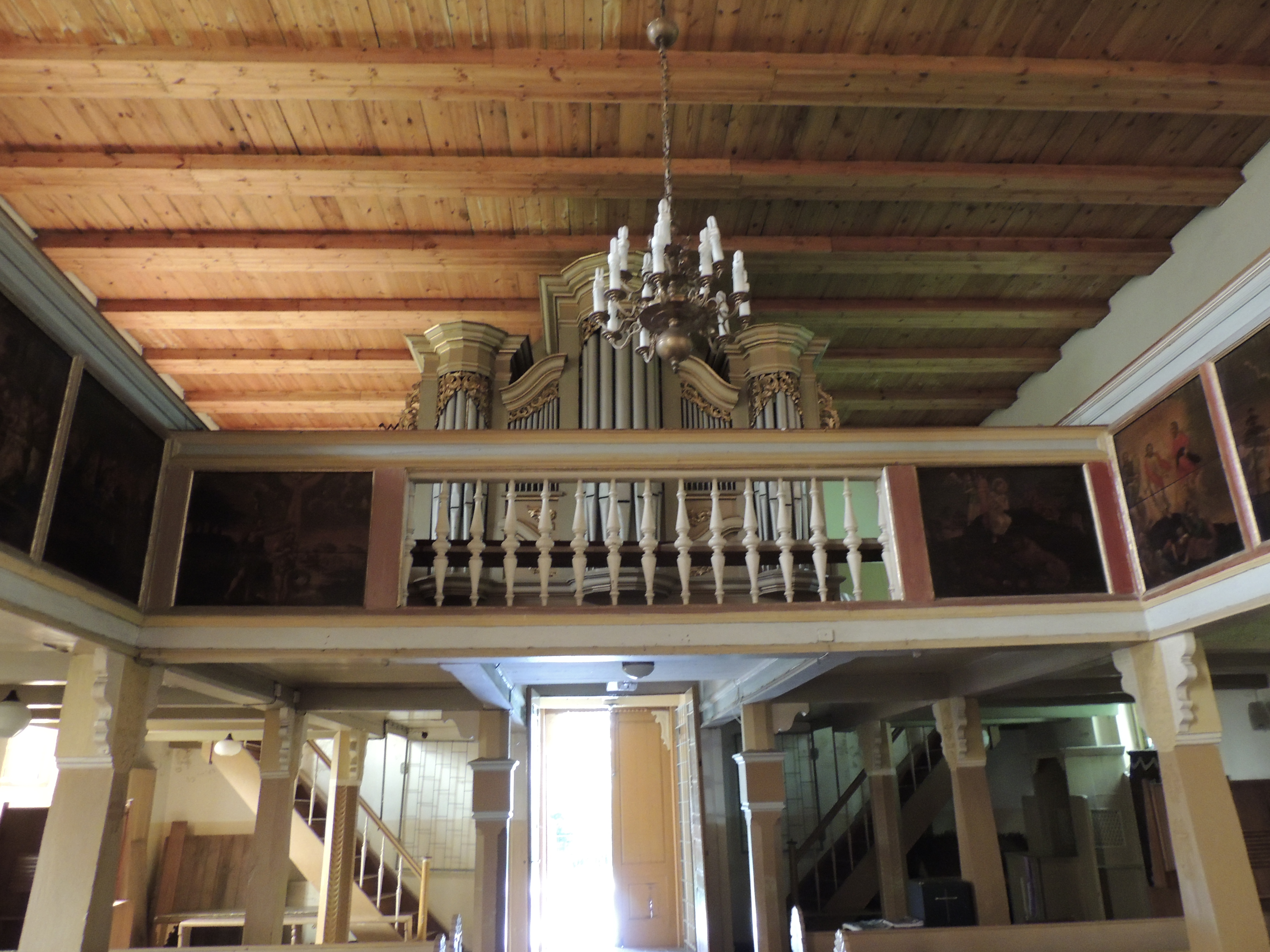
Empora organowa

Jest to świątynia wzniesiona w końcu XIV wieku. Po wprowadzeniu reformacji w 1595 roku kościół został przejęty przez luteran. W latach osiemdziesiątych XVII wieku wybudowano nową wieżę. Wieża istniała do 1857 roku, ponieważ zawaliła się. W połowie XIX wieku został wykonany remont świątyni i zaczęła się budowa nowej wieży. Po tym, jak Milejewo zostało włączone do Polski, budowla w 1946 roku została przejęta przez katolików i obecnie posiada wezwanie św. Stanisława. W 2003 roku została odsłonięta przed nią płyta upamiętniająca 700- lecie miejscowości i parafii. Sama świątynia jest jedynym zabytkowym obiektem we wsi, do zachowanego wyposażenia należą: granitowa kropielnica, ołtarz w stylu barokowym, prospekt organowy z XVIII wieku oraz dzwon.